# Трибухівці (гміна)
Гміна Трибухівці — сільська гміна в Бучацькому повіті. Адміністративний центр — село Трибухівці.
15 червня 1934 р. частина земель села Трибухівців Бучацького повіту Тернопільського воєводства Другої Польської Республіки площею 291,5499 га передана селу Слобідка Джуринська Чортківського повіту.
Нову, укрупнену гміну Трибухівці у складі Бучацького повіту Тернопільського воєводства утворено 1 серпня 1934 року за новим законом про самоврядування від 23 березня 1933 року шляхом об'єднання дотеперішніх гмін: Помірці, Цвітова, Пишківці, Ріпинці, Трибухівці. Площа нової гміни — 92,99 км². Кількість житлових будинків — 1604. Кількість мешканців — 8144
У другій половині другої декади вересня 1939 року територію Бучаччини окупували радянські війська — гміна разом з кількома іншими увійшла до складу новоутвореного Бучацького району Тернопільської области. У липні 1941 року Тернопільщину окупували німецькі нацисти, частина области увійшла до складу дистрикту Галичини. У 1944 році після відновлення більшовиками свого контролю над територією краю гміна ліквідована.